# بخش پریری (منطقه فرانکلین، اوهایو)
بخش پریری (به انگلیسی: Prairie Township) یک منطقهٔ مسکونی در ایالات متحده آمریکا است که در شهرستان فرانکلین، اوهایو واقع شده‌است.
 بخش پریری ۴۹٫۵ کیلومتر مربع مساحت و ۱۶٬۴۹۸ نفر جمعیت دارد و ۲۸۰ متر بالاتر از سطح دریا واقع شده‌است.